# Carl Petter Löfström
Carl Petter Löfström var en svensk fajansmålare, verksam i slutet av 1700-talet och början av 1800-talet.
Han var son till fajansmålaren Carl Eric Löfström och gift med Maria Helena Örn (dotter till verkmästaren på Rörstrand Jacob Örn). Han omnämns som målare vid Vänge-Gustafsbergs porslinsfabrik 1787-1791. Han var därefter verkmästare vid fabriken en bit in på 1800-talet. Hans konstnärliga stil av dekorer bär likheter med sin fars stil. Löfström är representerad vid Nationalmuseum  och Nordiska museet i Stockholm.